# Amytis strié
Pour les articles homonymes, voir Amytis.
Amytornis striatus
Espèce
Statut de conservation UICN

 LC  : Préoccupation mineure
L’Amytis strié (Amytornis striatus) est une espèce de passereau de la famille des Maluridae.

## Répartition et habitat
Il est endémique en Australie. Il vit dans des habitats ouverts et semi-ouverts, dans des zones arides et semi-arides. On le trouve souvent en association avec les Triodia.

## Sous-espèces
Selon Alan P. Peterson, cet oiseau est représenté par trois sous-espèces :
- Amytornis striatus rowleyi Schodde & Mason,IJ 1999
- Amytornis striatus striatus (Gould) 1840
- Amytornis striatus whitei Mathews 1910